# 洛沙科韋
50°19′39″N 37°27′55″E / 50.32750°N 37.46528°E
洛沙科韋（烏克蘭語：Лошакове）是位於烏克蘭東部的村莊，由哈爾科夫州丘胡伊夫区的沃夫昌斯克市鎮負責管轄。該村始建於1695年，面積0.11平方公里，海拔高度185米，2001年人口12。